# Herkulan Oberrauch

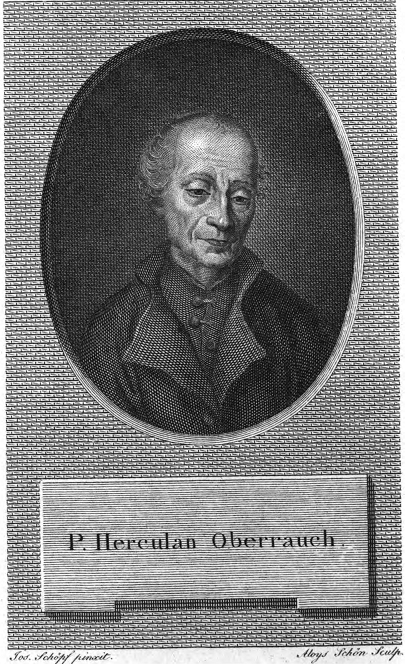
Herkulan Oberrauch

Herkulan Oberrauch OFM, geboren als Anton Nicolaus Oberrauch, (* 5. Dezember 1728 im Sarntal; † 22. Oktober 1808 in Schwaz) war ein Tiroler Franziskaner, Philosoph und katholischer Moraltheologe.

## Leben
Herkulan Oberrauch wurde in Tirol unter dem Namen Anton Nicolaus als Sohn katholischer Eltern geboren. Der reiche und gebildete Vater, ein Landwirt, sorgte gut für seine Erziehung, und der Junge zeigte sich wissbegierig und entschied sich, später Geistlicher zu werden. In Wengen brachte ihm ein Geistlicher Religion, Rechnen, Schreiben und Latein bei. Seit 1740 besuchte er ein Innsbrucker Gymnasium. Dort zeigte er sich fleißig, Theologie und Philosophie zu studieren.
Nachdem Oberrauch seine philosophischen Studien beendet hatte, verteidigte er öffentlich seine Dissertation und wurde so zum Magister ernannt. Ferner bestand er in Innsbruck 1750 sein theologisches Kandidatsexamen. Danach wurde er in Kaltern in den Franziskanerorden aufgenommen, nannte sich in Herkulan um und legte das Ordensgelübde ab. Danach setzte er 1751 in Bozen seine philosophischen Studien fort, wie es die Klosterregeln vorschrieben.
Am 23. Oktober 1753 wurde Oberrauch zum Priester geweiht und begann, Theologie zu studieren. 1756 schloss er dieses Studium ab und befasste sich ein weiteres Jahr mit dem Kirchenrecht. Im folgenden Jahr wurde er theologischer Repetent, nachdem er manch kirchenhistorisches Werk verteidigt hatte. Direktor der wöchentlichen Klosterkonferenzen über Moral und Kasuistik war er seit 1759.
1760 ging Oberrauch als Philosophielehrer nach Füssen, zwei Jahre darauf nach Bozen. Dort disputierte er ein weiteres Jahr später, 1763, im Dominikanerkloster, worauf er Kirchenrechtslektor zu Hall in Tirol wurde. Bevor er dieses Amt wahrnahm, befasste er sich weiter mit dem Natur- und Staatsrecht, wozu er Schriften berühmter Rechtslehrer las. Ab 1765 fungierte er als Lektor für Kirchenrecht am Innsbrucker Hauptkloster.
Oberrauch wurde 1766 zum ordentlichen Professor für Moraltheologie an der Universität Innsbruck ernannt. Das Amt gab er 1782 ab. Später lebte er im Franziskanerkloster Schwaz. Mehrmals wirkte er auch im Definitorium.
Im Alter ließ Oberrauch seine umfassende Tätigkeit nicht sinken, wurde aber schwächer. Im Februar 1808 spitzte sich seine gesundheitliche Situation zu, am 9. Februar war er so krank, dass man befürchtete, er würde bald sterben. Trotzdem erholte er sich zunächst einigermaßen und konnte gegen Ende März wieder in seinem Zimmer Messen halten und kurzzeitig das Krankenhaus verlassen. Dennoch verstarb er am 22. Oktober dieses Jahres im Franziskanerkloster Schwaz 79-jährig. Dort wurde er auf seinen Wunsch hin begraben.

## Wirken
Als Innsbrucker Professor lehrte Oberrauch die Moraltheologie. Er bemühte sich, diese gründlich, fasslich sowie systematisch zu unterrichten, da man sich bis dahin eher historisch mit diesem Gebiet auseinandergesetzt hatte. Mit Fleiß lehrte er so und schrieb auch ein Moraltheologie-Lehrbuch. Der erste Teil erschien 1774, die weiteren drei wurden 1775 publiziert. Im Zeitraum von 1776 bis 1784 verfasste Oberrauch sechs Dissertationen zu diesem Thema, womit seine Moraltheologie als abgeschlossen betrachtet werden kann. Eine dieser Dissertationen heißt Institutiones justitiae christianae sive theologia moralis, in der er die Ansicht vertrat, Endursache und -zweck sämtlicher Dinge sei Gott.
Oberrauch hatte die Werke Augustins gelesen und in ihnen Erklärungen schwieriger moralischer Themen gefunden. Er vertrat die Meinung, es gebe keinen größeren Kirchenvater als Augustin.
Als Lehrer war Oberrauch begabt, da er auch abstrakte Themen verständlich darreichen konnte, indem er sie mit Beispielen und Gleichnissen versah. Dabei forderte er seine Hörer auf, nicht einfach seinen Worten zu glauben, sondern darüber nachzudenken, sodass man für sich selbst entscheiden könne, ob des Lehrers Worte stimmten oder nicht. Dies erkennt Heinrich Döring als Zeichen des nicht vorhandenen Egoismus bei Oberrauch an. Wenn jemand ihm begründete Zweifel an seinen Lehren überbrachte, so sträubte er sich nicht, diese seine Behauptungen öffentlich abzulegen. Dadurch konnte er für viele Schüler ein gutes Studium der Moraltheologie bereiten, aber auch Philosophen und Juristen hörten seine Vorlesungen, speziell über Natur- und Kirchenrecht, mit Begeisterung.
Seinem moraltheologischen System aber warf man auch vor, dass es ungründlich, verworren und unlogisch sei und keine guten Kenntnisse der Moralphilosophie und des Naturrechts darstelle. 1775 nahm Oberrauch in seinem Werk Vindiciae moralis theologiae suae contra Recensentem Freiburg im Bezug auf die Keuschheitspflicht negativ Stellung, was von seinen Gegnern nicht gut aufgenommen wurde. Sein Hauptwerk Institutiones justitiae christianae sive theologia moralis wurde 1796 indiziert. Auf Anfrage mehrerer Bischöfe äußerte sich ein Kardinal, das Werk sei verboten worden, weil es nicht nur katholisch geprägte Lehren beinhalte. Zu dieser Zeit wurde das Werk unter einer zweiten Auflage veröffentlicht, die nicht verboten wurde.
Zwar befasste sich Oberrauch besonders mit Moraltheologie, merkte aber auch, dass sich immer mehr Indifferentismus und Skeptizismus ausbreiteten. Er bemängelte, dass es kein Werk gebe, in dem die Grundlagen und Prinzipien der katholischen Religion dargestellt werden. Anlässlich dessen schrieb er Theon und Amyntas – Gespräche über Religion und Gerechtigkeit, das 1786 bis 1788 vierbändig in Innsbruck veröffentlicht wurde.
Oberrauch stand der Philosophie Kants gegenüber, was in seiner Schrift Das Allerwichtigste und einzig Nothwendige dargelegt wurde. Dort beschäftigte er sich mit Philosophen seiner Zeit und argumentierte, warum die Kant’sche Philosophie einen schlechten Einfluss auf die Moral des Menschen habe. Dieses Werk stand ebenfalls im Mittelpunkt der Kritik. 1794 schrieb er zu seiner Verteidigung Vom Stande der Zernichtung an die Herrn Critiker und Augsburg. Um diese Zeit gab er langsam nach und wünschte, von der Auseinandersetzung mit den Kritikern nichts mehr zu hören. Er handelte weiter nach seinem Gewissen und bat auch seine Freunde, sie sollen ausschließlich die Wahrheit, nicht aber ihn oder seine Lehren, verteidigen.
Trotz der Kritik war Oberrauch sehr geschätzt, so besonders in Innsbruck von sowohl geistlichen als auch weltlichen Persönlichkeiten. Diese suchten ihn auf, um Rat für wichtige Angelegenheiten zu erhalten, um ihn als Beichtvater zu verwenden oder um ihm Geheimnisse anzuvertrauen. So wählte 1781 die nach Innsbruck umgezogene Erzherzogin Maria Elisabeth von Österreich ihn zu ihrem Beichtvater, wofür sie ihn jährlich bezahlte. Oberrauch nahm dabei nicht mehr als 200 Gulden an, da er mit dieser Summe schon für das Halten der Messe in der Hofkapelle bezahlt wurde. Folglich kam er mit einem Jahresgehalt von 400 Gulden aus, wobei er auch viel an Arme spendete. Viele der Geschenke, die ihm die Erzherzogin machte, schenkte er den Armen. Auch viele Geistliche schätzten ihn, sodass bei seinem Priesterjubiläum am 23. Oktober 1803 in Telfs viele geistliche Herrscher anwesend waren.
In frühen Jahren schlief Oberrauch nur etwa zwei Stunden pro Tag, und auch im hohen Alter blieb er weiter tüchtig. Sein Arzt aber riet ihm, etwa sechs Stunden zu schlafen. Daher blieb ihm zunehmend weniger Zeit für berufliche und literarische Angelegenheiten.
Oberrauch schrieb einige Werke, auch Beiträge zu Zeitschriften, allerdings blieben einige seiner Schriften, angeblich 16 lateinischen Inhaltes, ungedruckt.

## Werke

### Gedruckte Werke
- Institutiones justitiae christianae sive theologiae moralis (Band 1–4, Innsbruck 1774–1775)
- Vindiciae moralis theologiae suae adversus recensentem Friburgensem (Innsbruck 1775)
- De lege Dei aeterna ad mentem S. Augustini et in subsidium doctrinae moralis explicata Tractatus (Innsbruck 1776)
- Dissertationes theologicae I-VI; De prima rerum omnium causa et de earundem fine ultimo dissertatio theologica prima (Innsbruck ohne Jahr)
- De ea, qua divina gratia et liberum hominis arbitrium ad actum fini ultimo aptum amice conspirant, mira concordia dissertatio theologica secunda (Innsbruck ohne Jahr)
- De peccatis ignorantiae dissertatio theologica tertia (Innsbruck 1783)
- De spe theologica dissertatio theologica quarta (Innsbruck 1784)
- De caritate et justitia generali, tanquam de supremo omnium virtutum genere, dissertatio theologica quinta (Innsbruck 1784)
- De caritate theologica, seu speciali, dissertatio theologica sexta et ultima (Innsbruck 1784)
- Theon und Amyntas, oder Gespräche über Religion und Gerechtigkeit (Band 1–4, Innsbruck 1786–1788, 2. Auflage 1792, 3. Auflage 1804)
- Vom Stande der Zernichtung, an die Herren Kritiker zu Augsburg (Innsbruck 1794)
- Quid agendum seditiosis his temporibus? Responsio amici ad amicum (o. O. 1798)
- Theologia moralis (Band 1–8. Bamberg/Nürnberg 1797–1798)
- Kurze Anleitung zur christlichen Vollkommenheit oder christliche Geisteslehre, welche nach festen Grundsätzen und daraus abgeleiteten Folgen zur vollkommenen Liebe Gottes anweiset (Brixen 1800)
- Blut und Thränen ungleich vergolten: oder Betrachtungen über das Leiden und den Tod des Erlösers (Brixen 1800)
- Kurze Betrachtungen bey den vierzehn Stationen des heiligen Kreuzweges (Brixen 1801)
- Das Allerwichtigste und einzig Nothwendige oder: Was ist das letzte Ziel des Menschen und wie erreicht er es? Eine Abwandlung vorzüglich Philosophen und Denkern unserer Zeit gewidmet (Innsbruck 1801)
- De vitae legitime eligendo tractatus (Augsburg 1802)
- Etwas über Wissenschaften und Künste (Innsbruck 1804)
- Abhandlung von der Pflicht und Tugend der theologischen Hoffnung, oder von der rechtmäßigen allgemeinen Zuversicht zu Gott selbst. Nach der lateinischen Abhandlung des Herkulan Oberrauch (Innsbruck 1807)
- Tractatus de perfectione christiana (Freiburg 1882)

### Ungedruckte Werke
- Modus diem transigendi a personis Deo dicatis (ohne Jahr)
- Vier Theaterstücke: a) Die unendliche Liebe des für die Menschen sterbenden Gottes. b) Das Ebenbild und Urbild. c) Das Beispiel des vollkommensten Gehorsams. d) Die große, aber gleichwohl noch kleine Gegenliebe (1760)
- Notae in Joan. Gottlieb Heinecii Institutiones juris civilis (1763)
- Notamina quaedam in Jus Canonicum publicum et privatum (ohne Jahr)
- Assertiones controversae in jure sacro (1765)
- Systema juris universi (ohne Jahr)
- In Pauli a Rieger Institutiones juris prudentiae eccles. Commentarius (ohne Jahr)
- Jus sacrum privatum (ohne Jahr)
- Oratio inauguralis accepta professura sua (1766)
- Praelectiones de S. Eloquentia in Conventu Oenipont, habitae (1768)
- S. Eloquentiae praecepta justa methodo digesta (1770)
- Systema Metaphysices generalis de rebus creatis (ohne Jahr)
- Scripta de pio foedere inter sacerdotes ineundo (1784)
- Dissertatio de concordia imperii cum sacerdotio (1784)
- Über die Vereinigung der Protestanten und Katholiken (1786)
- De cultu sanctorum generatim et speciatim de illo B.M.V. dissertatio (1787)
- Ascesis (ohne Jahr)
- Epistola ascetica ad Fratres, seu appendix ad ascesin (ohne Jahr)
- Miscellanea, quae continent sententias asceticas, opiniones scientificas, scripta politica (1791)
- Oratio funebris defuncto professore (ohne Jahr)
- Aufruf an die Deutschen von einem Deutschen (1797)
- Gespräch über die Richtigkeit der mathematischen Grundsätze (1798)
- Epistola, qua probatur, quod unitas perfectionem contineat, multitudo vero imperfectionem denotet (1799)
- Systema magnum exhibens nexum omnium 8 tomulorum theologiae moralis et systema minus pro tomulo octavo (1799)
- Concio super »Dominum Deum tuum« etc (ohne Jahr)
- De meditatione sacra (ohne Jahr)
- Epicedium seu: in piae memoriae Fr. Casimirum lusus litterarius ad moestos Sodales ejusdem (ohne Jahr)
- De concordia fratrum (ohne Jahr)
- In Regulam S. Francisci commentariolus (1800)
- Über die mathematische Wahrheit. Eine Abhandlung als Nachtrag zum Gespräch über Religion und Gerechtigkeit zu Theon und Amyntas (1800)
- Variae epistolae circa caput IV. S. Regulae (1800)
- Über die Worte: Quantum potes, tantum aude etc (1802)
- Typus totius philosophiae (ohne Jahr)
- Responsa ad quaestiones philosophicas – de distinctionibus (ohne Jahr)
- Responsa ad 122 quaestiones varii tenoris (ohne Jahr)
- Gregorius et Joannes, seu: Ad Deum cognoscendum perfecteque diligendum auxilia quopiam in Dialogo aliquo proposita (1802)
- R.P. Herculani Oberrauch Notae in Joan. Gottlieb Heinecii Institutiones juris civilis adornatae (1803)
- Bias et Cleon i. e. brevissimum de firmitate praeteritorum colloquium (1804)
- Casus morales a R.P. Herculano Oberrauch pro conferentiis casuisticis in provincia nostra annis 1804–1807 propositi, ab eodemque scriptotenus demum soluti (ohne Jahr)
- Elucidatio casuum in Dioecesi Curiensi reservatorum (ohne Jahr)
- Circa ordinationes in Capitulo provinciali anno 1803 statuendas vagae quaedam opiniones (ohne Jahr)
- An die neu anzustellenden Professoren der Katechese. Mit einem »Entwurf zu einem gegründeten Unterricht der christlichen Lehre« (1804)
- De locis theologicis animadversiones (1804)
- Casus morales a R.P. Herculano Oberrauch pro conferentiis casuisticis in provincia nostra annis 1804–1807 propositi, ab eodemque scriptotenus demum soluti (ohne Jahr)
- Elucidatio casuum in Dioecesi Curiensi reservatorum (ohne Jahr)
- Circa ordinationes in Capitulo provinciali anno 1803 statuendas vagae quaedam opiniones (ohne Jahr)
- De locis theologicis animadversiones (1804)
- Casus morales a R.P. Herculano propositi et soluti (1806)
- De locis theologicis seu fontibus credendi Dissertatio ad amicum a R.P. Herculano (1806)
- Wie man zum inneren Frieden gelangen kann (ohne Jahr)
- Abdon et Ida, seu: De Mysterio SS. Trinitatis (1806)
- Von der ersten und wichtigsten aus allen Pflichten, nämlich von der Pflicht Gott wegen Gott zu ehren. Eine Abhandlung an alle aufrichtigen Christen vom P. Herkulan (1807)
- De aerumnis vitae humanis (1807)
- De mysterio incarnationis nova et insolita hypothesis (1807)
- Dubia circa hanc tuam scriptionem emergentia (ohne Jahr)
- Exhortatio ad martyrium (1807)
- De concordia sacerdotii cum imperio. Appendix ad Tractatum de ecclesia (1808)
- De curanda salute studiosae juventutis epistola parenetica ad amicos (1808)
- Epistola R.P. Herculani in qua quasdam objectiones in Tractatum de Cultu Sanctorum factos refutat (1808)
- De sublimissimo divinae incarnationis mysterio (1806)
- Regulae quaedam pro sacerdotibus (1808)
- Kritik über einige der vornehmsten Stücke der Mathesis (1808)
- De unione hypostatica scriptio aliqua ad amicum (1808)
- De probe educanda juventute religiosa (1808)
- Divinorum Judiciorum vindicia dissertatio (1808)
- Dialogus ad summum Trinitatis mysterium contra rationem humanam defendendam (1808)
- De primae innocentiae, et baptismatis numquam violati felicitate (1808)
- Epistola quae magis declarat, quid sit sperare in misericordia Dei (1808)
- Heilsame Räthe und Ermahnungen des Hochw. P. Herkulans. a) Von den Schäden der schlechten Bücher. b) Von Leiden und Widerwärtigkeiten. c) Wie sich Priester, die das Seelenheil anderer befördern wollen, betragen sollen. d) Vom hl. Gebet und geistigen Übungen. e) Von dem Nutzen einer frommen geistlichen Gemeinde. f) Von der Aufnähmung des Kandidaten in die Klöster. g) De conversatione inter homines (1808)